# Chiesa di San Giovanni Battista (Ghilarza)
La chiesa di San Giovanni Battista è una chiesa campestre ubicata in territorio di Ghilarza - centro abitato della Sardegna centrale - da cui dista circa cinque chilometri.
Consacrata al culto cattolico, fa parte della arcidiocesi di Oristano. Il più antico documento attestante l'esistenza dell'edificio risale al diciannovesimo secolo.
La chiesa, circondata da numerose casupole chiamate muristenes o cumbessias, è sede di preghiera e vita comunitaria durante l'omonima novena che si svolge tutti gli anni tra il 15 e il 24 di giugno.